# Richard-von-Schlieben-Oberschule
Die Richard-von-Schlieben-Oberschule (ehemalig Burgteichschule Zittau) ist eine staatliche Oberschule in Zittau. Die Schule ist in städtischer Trägerschaft, und seit 1997 eine von rund 300 UNESCO-Projektschulen in Deutschland.

## Geschichte
1900 fiel der Beschluss, in der böhmischen Vorstadt eine neue Schule zu bauen, die 1901 fertiggestellt wurde. Vorerst wurde dort keine neue Schule gegründet, sondern die 2. Zittauer Bürgerschule (Parkschule) nutzte den Neubau als Haus II. 1905 wurde die Schule dann als 4. Bürgerschule selbstständig. 1908 wurde der Erweiterungsbau (heute Haus II) eingeweiht. Im selben Jahr wurde die Schule nach dem gerade verstorbenen Sächsischen Minister für Kultus und Unterricht Richard von Schlieben benannt.
Nach Ende des Zweiten Weltkriegs wurde der Unterricht im Herbst 1945 wieder aufgenommen. 1959 wurde die Schule in die 4. und 6. Oberschule geteilt. In den 1980er Jahren wurden diese Schulen zur 6. POS zusammengeschlossen. Nach der friedlichen Revolution und der damit einhergehenden Reformierung des Schulwesens der DDR wurde die Schule 1992 zum Gymnasium umgewandelt. 2001 traf der Kreistag von Löbau-Zittau den Beschluss, das Schlieben-Gymnasium zu schließen. 2011 zog die Wilhelm-Busch-Grundschule in das sanierte Haus I ein. 2017 wurde das Haus II eingeweiht, und der Schulbetrieb der Richard-von-Schlieben-Oberschule begann.

## Lage und Architektur
Die Schule befindet sich südlich des Stadtzentrums am südlichen Ufer der Mandau, und damit im Stadtteil Zittau Süd der Kernstadt. Östlich des Schulgrundstücks schließt ein Standort der Hochschule Zittau/Görlitz an, westlich des Bahnüberganges der Schmalspurbahn Zittau–Kurort Oybin.
Die Schule mit ihren historischen Gebäudeteilen und der Turnhalle datiert auf 1901 und steht unter Denkmalschutz. Haus I wurde bis 2011 saniert, um die Wilhelm-Busch-Grundschule aufzunehmen. Von 2014 bis 2017 wurde Haus II saniert und um einen Anbau mit Fahrstuhl und zweitem Treppenhaus erweitert. Die Kosten für Sanierung und Neubau lagen bei 8,6 Millionen Euro, was das Projekt zu einem der größten Bauvorhaben der Stadt Zittau in der Bauzeit machte.